# La revancha del príncipe charro
La revancha del príncipe charro es el segundo álbum de estudio de la banda mexicana de rock Panda editado en 2002. Es también el último en contar con Jorge Garza en guitarras.

## Detalles
Según los integrantes de la banda, este disco fue mucho mejor que el anterior dado que este incluía "canciones más nuevas", a diferencia del álbum anterior en el cual las mayoría de las canciones habían sido escritas hace 2 o 3 años.
Se lanzaron cuatro sencillos para promocionar su álbum (Hola, Maracas, Ya no jalaba y Quisiera no pensar). Todos contaron con un videoclip los cuales fueron emitidos por canales musicales nacionales como Telehit (a excepción de Quisiera no pensar, el cual no recibió autorización por parte de la disquera).

## Lista de canciones
Todas las letras por José Madero; excepto "Ilasha", por José Madero y Constantino Madero, y "Maracas" por Joan Sebastian.
| N.º   | Título                                                                            | Duración |  |
| 1.    | «Christina»                                                                       | 3:38     |  |
| 2.    | «Claro que no»                                                                    | 2:59     |  |
| 3.    | «Hola!»                                                                           | 2:48     |  |
| 4.    | «El chango de los dos plátanos»                                                   | 3:26     |  |
| 5.    | «Corazón de un Cuento Roto»                                                       | 3:45     |  |
| 6.    | «Doble Gracias»                                                                   | 2:45     |  |
| 7.    | «Quisiera No Pensar»                                                              | 3:23     |  |
| 8.    | «Ya no Jalaba»                                                                    | 2:54     |  |
| 9.    | «Córtame con unas tijeras pero no se te olvide el Resistol para volverme a pegar» | 3:10     |  |
| 10.   | «Señor Payaso»                                                                    | 3:15     |  |
| 11.   | «Ando Pedo y Ella está aquí»                                                      | 3:35     |  |
| 12.   | «Ilasha»                                                                          | 3:09     |  |
| 13.   | «Mala Suerte»                                                                     | 2:08     |  |
| 14.   | «Amiguito»                                                                        | 2:47     |  |
| 15.   | «Maracas» (Cover de Joan Sebastian)                                               | 2:56     |  |
| 43:18 |                                                                                   |          |  |

## Personal
- José Madero - Voz, Guitarra, Moog
- Jorge Garza - Guitarra, Voz
- Ricardo Treviño - Bajo, Coros
- Jorge Vázquez - Batería, Coros
- Raúl Garza - Batería, intro canción ¨Mala suerte¨ (actuación especial)
- Adrián "Rojo" Treviño - Producción, Mezcla
- Francisco Lobo - Producción Ejecutiva